# 安里積千代
安里 積千代（あさと つみちよ、1903年8月22日 - 1986年9月30日）は、八重山群島政府及び琉球政府の政治家。衆議院議員（2期）。

## 経歴
沖縄県島尻郡座間味村生まれ。昭和3年（1928年）に日本大学法学部を卒業し、3年後に台湾へ渡る。台南で弁護士を務める。昭和10年（1935年）には台南市会議員に当選した。
沖縄戦後に引き揚げて、1950年には八重山群島知事に選出。1952年に八重山群島政府は廃止され琉球政府が成立。第1回立法院議員総選挙に沖縄社会大衆党公認で立候補し当選、以後6期務める。この間1958年には社大党委員長に選出され、在日米軍軍用地問題や沖縄復帰運動、自治拡大に尽力、1968年の革新政権誕生に貢献する。
国政選挙への初出馬は1965年の参院選。無所属で全国区に立候補し沖縄復帰を訴えたが得票は69,251票に止まり落選した。その後、1970年の国政参加選挙に社大党公認で立候補し、衆議院議員に当選する。2期途中で民社党へ移籍し、1976年の沖縄県知事選に自由民主党・民社党推薦で立候補。革新系が推し、しかも同じ社大党で自らが委員長の時代に書記長だった平良幸市と戦うが敗れた。
1978年11月の秋の叙勲で勲三等に叙され、旭日中綬章を受章する。
1986年9月30日、死去した。83歳没 。同年10月7日、特旨を以て位記を追賜され、死没日付をもって従四位勲二等に叙され、瑞宝章追贈された。
長男の安里政芳は沖縄県議会議員、民社党沖縄県連委員長を歴任した他、社会福祉事業にも携わっている。
また、2013年の第23回参議院選挙には、沖縄県選挙区から孫の安里政晃が自由民主党公認で立候補したが、現職の糸数慶子に惜敗している。